# Spærregrænse
Spærregrænse er et politisk begreb, som bruges ved valg til parlamenter og lignende. Spærregrænsen angiver den mindste andel af eller antal afgivne stemmer, som et politisk parti skal have for at blive repræsenteret i parlamentet. De præcise regler for spærregrænser varierer fra land til land.
Virkningen af en spærregrænse er at små partier udelukkes fra repræsentation i parlamentet eller tvinges til at indgå i koalitioner. Ideen kan være at man mener at mange små partier vil gøre arbejdet i en parlament mere besværligt. Nogle mener at det er udemokratisk at have en spærregrænse idet små mindretal ikke får deres holdning repræsenteret i parlamentet.

## Spærregrænsen i Danmark
I det danske Folketing er 135 medlemmer valgt på kredsmandater som er geografiske fordelt på 10 storkredse og 40 medlemmer valgt på landsdækkende tillægsmandater hvis formål er at sikre en ligelig repræsentation af de forskellige anskuelse blandt vælgerne som foreskrevet i § 31 stk. 2 i den danske grundlov.
Danmark har haft et sådant system med to typer mandater siden 1915, og i al den tid har der været en spærreregel. Den angiver ikke kriterier for om partier kan repræsenteres i Folketinget, men kriterier for hvilke partier som deltager i fordelingen af tillægsmandater.
- I 1915 var spærrereglen, at et parti skulle have opnået mindst ét mandat i et af hovedområderne Jylland, øerne eller København-Frederiksberg for at deltage i fordelingen af tillægsmandater.[2]
- I 1920 blev reglen ændret til at et parti skulle have opnået mindst ét kredsmandat, eller i mindst ét af de tre hovedområder mindst lige så mange stemmer som der i gennemsnit var afgivet pr. mandat (kreds- og tillægsmandater) i landet som helhed for at deltage i fordelingen af tillægsmandater.[2]
- I 1939 blev reglen ændret til at et parti i mindst ét af de tre hovedområder skulle have fået mindst lige så mange stemmer som der i gennemsnit var afgivet pr. kredsmandat i landet som helhed for at deltage i fordelingen af tillægsmandater. Reglen gjaldt ved folketingsvalget i 1939, men bortfaldt med forkastelsen af grundlovsforslaget af 1938 ved en folkeafstemning 23. maj 1939.[2]
- I 1953[3] blev reglen ændret til at et parti skulle have opnået mindst ét kredsmandat, eller mindst 60.000 stemmer i hele landet, eller i alle tre hovedområder mindst lige så mange stemmer som det gennemsnitlige antal gyldige stemmer der i området var afgivet pr. kredsmandat for at deltage i fordelingen af tillægsmandater.[2] Reglen medførte, at De Uafhængige med 58.573 stemmer (2,70 % af de gyldige stemmer), men ingen kredsmandater, ikke opnåede repræsentation i Folketinget ved valget 22. september 1953.
- I 1961[4] blev reglen at et parti skulle have opnået mindst ét kredsmandat, eller i mindst to af de tre hovedområder mindst lige så mange stemmer som det gennemsnitlige antal gyldige stemmer der i området var afgivet pr. kredsmandat, eller mindst 2 % af de afgivne gyldige stemmer i hele landet for at deltage i fordelingen af tillægsmandater.[2] Denne regel gælder fortsat, bortset fra at de tre hovedområder som landet inddeles i, nu er Hovedstaden, Sjælland-Syddanmark og Midtjylland-Nordjylland.[5]

Det er normalt 2 %-reglen, som er lettest at opfylde, og da 2 % af stemmerne normalt er tilstrækkeligt til 4 mandater, har de danske folketingspartier normalt altid mindst 4 mandater i Folketinget.

### Undtagelse for mindretalspartier
Som en følge af København-Bonn-erklæringerne i 1955 blev det danske mindretals parti i Tyskland (Sydslesvigsk Vælgerforening, SSW) fritaget for den tyske spærreregel ved valg til landdagen i Slesvig-Holsten. Baggrunden var at landdagen 1951 havde indført en spærregrænse på 7,5 % for at holde SSW ude, men en dom i den tyske forfatningsdomstol i 1952 fastslog at det var ulovligt, og spærregrænsen blev derefter nedsat til 5 %. Ved landdagsvalget i 1954 opnåede SSW 3,5 % og blev altså ikke repræsenteret. Efter fritagelsen kunne partiet i 1958, trods tilbagegang, igen rykke ind i landdagen. Ved de seneste landdagsvalg (efter 2000) har et mandat krævet ca. 17.000-20.000 stemmer, og SSW har været repræsenteret med 2 til 4 mandater. Undtagelsen fra spærregrænsen gælder også ved forbundsdagsvalg, hvor SSW efter flere årtiers pause igen deltager i 2021. Et mandat i forbundsdagen kræver ca. 60.000 stemmer.
I det danske folketingsvalgsystem gælder spærregrænsen kun for tildelingen af tillægsmandater (som tildeles på landsplan). Det var muligt at opnå et kredsmandat i Sønderjylland med færre stemmer end der kræves til et tillægsmandat. Det tyske mindretals parti, Slesvigsk Parti, er derfor ikke formelt fritaget for spærregrænsen. Partiet er dog fritaget for underskriftsindsamling for at blive opstillingsberettiget.
Slesvigsk Parti opnåede et kredsmandat ved de syv folketingsvalg fra 1920 (september) til 1939 samt ved valgene i 1953 (september), 1957 og 1960. De seneste folketingsvalg, hvor partiet deltog selvstændigt, var i 1968 og 1971 med ca. 6.800 stemmer. Ved kommunalvalget 2017 opnåede SP ca. 9.700 stemmer i de fire sønderjyske kommuner og ved regionsvalget 5.267 stemmer.
Efter ændringen af folketingsvalgloven, som fulgte med afskaffelsen af amterne ved strukturreformen i 2006, er den tidligere Sønderjyllands Amtskreds med ca. 185.000 vælgere og 12 kredsmandater blevet indlemmet i Sydjyllands storkreds med over 500.000 vælgere og 18 kredsmandater. Det er således blevet sværere at blive valgt via et kredsmandat alene på sønderjyske stemmer, da det "billigste" kredsmandat ved valget i 2005 kostede 12.107 stemmer i Sønderjyllands Amtskreds, mens det sidst tildelte kredsmandat kostede 18.086 stemmer ved valget i 2019 i Sydjyllands storkreds. 

### Grundlovssag om spærregrænsen
Ved folketingsvalget i 1971 fik partierne Kristeligt Folkeparti, Danmarks Retsforbund, Venstresocialisterne og Danmarks Kommunistiske Parti ingen mandater, selv om de tilsammen fik 199.589 stemmer, hvilket udgjorde 6,7 % af de gyldige stemmer og ville have givet partierne 13 mandater såfremt spærrereglerne ikke havde været gældende ifølge partiernes beregninger.
På denne baggrund anlagde landsretssagfører Lars O. Grønborg den såkaldte spærreregelsag mod Indenrigsministeriet med påstand om at spærrereglerne var grundlovsstridige som stridende imod grundlovens krav om en valgmåde der sikrer en ligelig fordeling af anskuelserne blandt vælgerne. Østre Landsret udtalte at grundlovens krav "ikke kan forstås som påbydende en ren matematisk fordeling af mandaterne på grundlag af stemmetallene," og henviste til at grundloven åbnede for at der kunne ske valg i enkeltmandskredse og bestemmelsen om at den stedlige mandatfordeling skal ske med hensyn til vælgertal og befolkningstæthed. Østre Landsret fandt heller ikke at forarbejderne til grundlovene af 1915 og 1953 støttede at disse bestemmelser skulle være de eneste tilladelige afvigelser fra et "matematisk ligedelingsprincip". Østre Landsret henviste endvidere til at valglovene af 1915 - med de hidtidigt strengeste spærreregler - og 1953 var vedtaget i sammenhæng med grundlovene af 1915 og 1953 og konkluderede at disse valgloves spærregrænser ikke gik udover "hvad man ved grundlovens givelse har fundet foreneligt med grundlovenes bestemmelser." Da de bestridte spærreregler ikke var væsentligt eller principielt forskellige fra de tidligere måtte disse også være forenelige med grundloven.
Østre Landsret frifandt på den baggrund Indenrigsministeriet. Sagen blev ikke indbragt for Højesteret.

## Spærreregler i andre lande
Andre lande med spærreregler er for eksempel Sverige (4 procent), Norge (4 procent), Tyskland (5 procent), Grækenland (3 procent) og Tyrkiet (10 procent).
Lande som Holland og Finland har ingen formel spærreregel. Dog er der en reel spærregrænse grundet et begrænset antal mandater.

## Naturlig spærregrænse
Den naturlige spærregrænse ved et valg er den andel af stemmerne, som et parti mindst skal have for at opnå et mandat. Den naturlige spærregrænse kaldes også for udelukkelsestærsklen. 
Den naturlige spærregrænse er en af hovedforklaringerne på, hvorfor færre partier i gennemsnit er repræsenteret i kommunalbestyrelser end i Folketinget. Det skyldes ganske enkelt, at kommunalbestyrelserne med undtagelse af Københavns Borgerrepræsentation højst har 31 medlemmer, hvilket kan gøre det svært for små kommunale partier at opnå valg. Det gælder eksempelvis partier som Liberal Alliance og Alternativet.
Dog giver valgforbund mulighed for, at et parti med færre stemmer kan opnå et mandat, hvis valgforbundet tilsammen har opnået stemmer til et eller flere mandater.